# Сан-Вісенте-дель-Вальє
Сан-Вісенте-дель-Вальє (ісп. San Vicente del Valle) — муніципалітет в Іспанії, у складі автономної спільноти Кастилія-і-Леон, у провінції Бургос. Населення — 38 осіб (2010).
Муніципалітет розташований на відстані близько 220 км на північ від Мадрида, 42 км на схід від Бургоса.
На території муніципалітету розташовані такі населені пункти: (дані про населення за 2010 рік)
- Еспіноса-дель-Монте: 5 осіб
- Сан-Клементе-дель-Вальє: 9 осіб
- Сан-Вісенте-дель-Вальє: 24 особи

## Демографія
Динаміка населення (INE ):